# Pseudoxyomus opatroides
Pseudoxyomus opatroides är en skalbaggsart som beskrevs av Vladimir Balthasar 1941. Pseudoxyomus opatroides ingår i släktet Pseudoxyomus och familjen Aphodiidae. Inga underarter finns listade i Catalogue of Life.